# Esther Scott
Esther Scott (* 13. April 1953 in Queens, New York City; † 14. Februar 2020 in Los Angeles, Kalifornien) war eine US-amerikanische Schauspielerin.

## Karriere
Scott begann ihre Karriere 1986 als Synchronsprecherin für die Fernsehserie Die Ewoks und erhielt 1988 eine kleinere Rolle in Der Nachtfalke. Ihr Spielfilmdebüt gab sie 1991 im Film Boyz n the Hood – Jungs im Viertel. Zwischen 1994 und 1997 war Scott mehrfach als Krankenschwester in der Fernsehserie Melrose Place zu sehen. Ab 2000 übernahm sie als Gladys eine Hauptrolle in The Geena Davis Show, in der sie Geena Davis’ Haushälterin spielte. 2007 spielte sie im Film Transformers Glens Großmutter, von 2011 bis 2015 war sie in einer Nebenrolle in der Serie Hart of Dixie zu sehen. Im Film The Birth of a Nation – Aufstand zur Freiheit verkörpert Scott in der Rolle von Bridget Turner eine Verwandte des Protagonisten.

## Filmografie (Auswahl)
- 1988: Der Nachtfalke (Midnight Caller, Fernsehserie, Folge 1x04)
- 1991: Boyz n the Hood – Jungs im Viertel (Boyz n the Hood)
- 1997: Tango gefällig? (Out to Sea)
- 1998: Senseless
- 2000–2001: The Geena Davis Show (Fernsehserie, 22 Folgen)
- 2002: Austin Powers in Goldständer (Austin Powers in Goldmember)
- 2006: Das Streben nach Glück (The Pursuit of Happyness)
- 2007: Transformers
- 2011–2015: Hart of Dixie (Fernsehserie, 24 Folgen)
- 2016: Trust Fund
- 2016: The Birth of a Nation – Aufstand zur Freiheit (The Birth of a Nation)